# Knock-down
Der Knock-down (auch Gen-Knock-down oder Gen-Knockdown, engl. für ‚herunterschlagen‘) ist eine Methode, bei der eine Genexpression von einem oder mehreren Genen einer Zelle oder eines Organismus durch RNA-Interferenz oder kompetitive Inhibition gemindert wird. Die Minderung kann entweder durch genetische Veränderungen eintreten, oder durch die Behandlung mit einem Reagens. Als Reagenzien können beispielsweise Morpholinos, siRNA, shRNA, sowie S-DNA eingesetzt werden.

## Eigenschaften
Im Gegensatz zur dauerhaften Inaktivierung von Genen im Zuge eines Gen-Knockouts wird bei einem Gen-Knockdown die Genexpression auf der RNA-Ebene vorübergehend oder dauerhaft durch RNA-Interferenz unterbunden, wobei der Effekt beider Methoden oftmals der gleiche ist. Bei einem Knockdown bleiben daher die zu untersuchenden Gene unberührt.
Die Verminderung der Expression kann durch Bindung an das Gen die Blockierung der Transkription ausgelöst werden, durch die Zersetzung von mRNA-Transkripten per RNAi (z. B. bei siRNA oder bei von Rnase-H abhängiger Antisense-RNA), durch das Hemmen der Translation, sowie durch Hemmung von Pre-mRNA-Spleißstellen oder nukleären Spaltungsstellen, die zur Reifung von anderen funktionalen miRNAs genutzt werden (z. B. bei Morpholino-Oligonukleotiden oder anderen von RNase-H abhängigen Antisense-Oligonukleotiden).
Ein Knockdown wird nach der Wirkungsdauer als transient (vorübergehend) oder persistent (bleibend) eingeteilt. Bei einem transienten Knockdown verursacht die Zugabe von RNAi-Molekülen oder kompetitiven Inhibitoren das Binden eines RNAi-induzierenden Oligonukleotids oder Analogon an ein Gen oder sein Transkript eine temporäre Abnahme der Genexpression. Bei einem persistenten Knockdown werden siRNA- oder shRNA-tragende Vektoren verwendet, wodurch eine transgene Zelle oder ein transgener Organismus das hemmende Molekül selbst herstellt.
Eine Anwendung transienter Knockdowns ist das Charakterisieren neuer Gene, die zwar sequenziert wurden, aber noch eine unbekannte oder unvollständig bekannte Funktion haben. Der experimentelle Ansatz ist auch als reverse Genetik bekannt. Nach einem Knockdown werden Störungen des Phänotyps aufgezeichnet, wie sich die Knockdowns von Individuen unterscheiden, bei denen das Gen von Interesse funktionsfähig ist. Transiente Knockdowns werden oft in der Entwicklungsbiologie verwendet, da die kurzen Moleküle in einzellige Zygoten eingeführt werden können und die Tochter-Zellen der injizierten Zelle eventuell eine veränderte embryonale Entwicklung aufweisen.